# Валевский, Антон
Антон (Антоний) Валевский (пол. Antoni Walewski; 18 мая 1805, Бжозув, Австрийская империя — 3 декабря 1876, Краков, Австро-Венгрия) — польский историк, педагог, профессор всеобщей истории Ягеллонского университета, академик. Член Краковского научного общества, затем Академии знаний.

## Биография
После подавления польского восстания в 1831 году эмигрировал в Париж и Вену. После 1848 года был профессором всеобщей истории в краковском университете, с 1872 года — член краковской академии.
Автор ряда трудов по истории польских земель. Сочинения А. Валевского отличаются австрийским консервативным духом, но вместе с тем и тщательной обработкой фактической стороны. Из них получили наибольшую известность:
- «Pogląd na sprawę Polski ze stanowiska monarchii i historii» (Lwów 1848—49),
- «Geschichte der heiligen Ligue» (1857—61);
- «Geschichte Leopold I»,
- «Historja wyzwolenia Polski za Jana Kazimierża» (2 т., 1866—68);
- «Historja wyzwolonej Rzeczypospolitej wpadającej pod jarzmo domowe za panowania Jana Kazimierza» (1870—72);
- «Dzieje bezkrólewia po Janie III» (1874);
- «Filozofia dziejów polskich i metoda ich badania» (Kraków 1875).

С творчеством лояльным к Габсбургам полемизировали историки Юзеф Шуйский и Генрих Шмитт. Сочинения А. Валевского, по мнению авторов ЭСБЕ не пользовались популярностью в польском обществе.
Похоронен на Раковицком кладбище в Кракове.